# Datas Festivas
Datas Festivas é um álbum do grupo A Patotinha, lançado em 1979. Trata-se do terceiro álbum de estúdio do grupo que na época era formado por por Kátia, Márcia, Mônica e Cecília. Obteve bom desempenho comercial, com vendas superiores a cem mil cópias no Brasil. As canções foram apresentadas em vários programas de TV. 

## Produção e lançamento
Após o sucesso dos dois primeiros álbuns e dois discos de ouro, o grupo A Patotinha decidiu inovar mais uma vez. Ao invés de investir em cantigas de roda com arranjos de música disco como os do primeiro álbum Brincando de Roda numa Discotheque, de 1978, ou em canções de sucesso dos anos de 1950, 1960 e 1970 como as de A Patotinha em Férias, o grupo apostou em canções que homenageiam algumas das datas mais celebradas do calendário gregoriano.
Entre as canções destacam-se: a gravação de "Parabéns a Você", versão da canção tradicional "Happy Birthday to You" (música estadunidense e que é cantada nas comemorações de aniversários), a versão do álbum foi feita em 1942, por Bertha Celeste. A Festa junina é celebrada na marchinha "Pula a Fogueira", de autoria de Getúlio Marinho (mais conhecido pelo pseudônimo "Amor"), e composição de João Bastos Filho, lançada em 1936, pelo cantor brasileiro Francisco Alves. A faixa "Mãe, Mãezinha Querida" foi lançada como single, tendo O Amor Mais Puro como lado B.
O disco finda com um medley de músicas de natal, nele estão incluídas "Jingle Bells" (que no Brasil recebeu uma versão em português de Evaldo Rui, conhecida como "Sino de Belém", que fala do nascimento de Jesus)  e "Noite Feliz", essa última é considerada uma das canções natalinas mais importantes do mundo e foi reconhecida como Patrimônio Cultural Imaterial da Humanidade pela UNESCO em 2011. A letra foi feita pelo padre Joseph Mohr e a composição é de Franz Xaver Gruber, sua primeira execução ocorreu na Missa do Galo, em 1918, na paróquia de São Nicolau.

## Recepção comercial
Obteve bom desempenho comercial, sendo mais um dos álbuns do grupo a vender cerca de 100 mil cópias.

## Lista de faixas
- Créditos adaptados do encarte do LP Datas Festivas.[11]

Lado A
| N.º | Título | Compositor(es) | Duração |  |
| 1.  | "Réveillon Numa Discoteque: Valsa da Despedida, Fim de Ano, Um Novo Tempo, Para Não Ser Triste, A Montanha, Vamos Dar as Mãos e Cantar" | Alberto Ribeiro, João de Barro Francisco Alves / David Nasser Marcos Valle, Paulo Sergio Valle, Nelson Motta Édson Borges Roberto Carlos, Erasmo Carlos Silvio César Tradicional                     | 6:45    |  |
| 2.  | "Carnaval: Zé Pereira, Caiu na Rede, As Pastorinhas, Allah-lá-ô, A Jardineira, Muito Bem/Como Vai, Como Vai?, Mamãe Eu Quero"           | Tradicional Vicente Longo, Waldemar Camargo Noel Rosa, João de Barro Haroldo Lobo, Antônio Nássara Benedito Lacerda, Humberto Porto Manoel Ferreira, Arrelia, Antônio Mojica Vicente Paiva, Jararaca | 4:05    |  |
| 3.  | "Parabéns a Você" | Tradicional | 1:40    |  |
| 4.  | "Datas Festivas" | H. Santisteban, Paulo Idelfonso | 2:55    |  |
| 5.  | "Salve o Trabalhador" | Arthur Moreira | 3:11    |  |
| 6.  | "Dia das Mães: Mãezinha Querida, Mamãe"                                                                                                 | Getúlio Macedo, Lourival Faissal Herivelto Martins, David Nasser | 2:35    |  |
| 7.  | "Festas Juninas: Pula a Fogueira, Isto É Lá Com Santo Antônio"                                                                          | Getúlio Marinho, João Bastos Filho Lamartine Babo | 2:44    |  |

Lado B
| N.º | Título | Compositor(es) | Duração |  |
| 1.  | "Debutantes: 15 Anos, Viúva Alegre" | Arthur Moreira Franz Lehar | 3:36    |  |
| 2.  | "Dia dos Pais: Papai do Meu Coração, Meu Grande Papai, Salve o Papai"                                                                                   | Lindolfo Gaya, Osvaldo dos Santos Delamare de Abreu, Murilo Alvarenga, Geraldo Serafim Diogo Mulero Palmeira , José Manoel Alves | 3:59    |  |
| 3.  | "Eu Te Amo, Meu Brasil" | Dom | 1:21    |  |
| 4.  | "Canção da Criança" | Francisco Alves, René Bittencourt                                                                                                | 2:00    |  |
| 5.  | "Ciranda do Brasil" | Laerte Freire, Valentino Guzzo                                                                                                   | 2:42    |  |
| 6.  | "Natal: Boas Festas, Jingle Bells, Carta a Papai Noel, Noite Feliz, Natal Branco, Natal das Crianças, Feliz Natal pra Todos (Natal da Turma da Mônica)" | Assis Valente Tradicional Hervé Cordovil J. Mohr, Franz Gruber Irving Berlin, Marino Pinto Blecaute Márcio A. Souza              | 5:30    |  |